# Avenida Oceânica
Avenida Oceânica é uma via da cidade de Salvador, que se inicia no Farol da Barra e termina na Praia da Paciência, no final de Ondina, sendo que a maioria de seu curso corre paralelo às praias.
Nos últimos anos, a avenida vem recebendo diversos investimentos, sobretudo de hotéis, clubes, restaurantes, bares e casas noturnas. Nela também se encontra o circuito Barra-Ondina do Carnaval de Salvador.

## Localização
Localizada no sul da cidade, ela inicia-se no fim da Avenida Sete de Setembro, em sua extensão, em sentido leste, é paralela às praias e, em seu percurso, encontra-se a Avenida Centenário. Seu término é na Avenida Presidente Vargas.